# Ремандзако
Ремандза̀ко (на италиански: Remanzacco; на фриулски: Remanzâs, Ремандзас) е градче и община в Северна Италия, провинция Удине, автономен регион Фриули-Венеция Джулия. Разположено е на 110 m надморска височина. Населението на общината е 6075 души (към 2010 г.).